# Liste der Schutzgebiete in Guadeloupe
Diese Aufstellung listet alle offiziell ausgewiesenen Schutzgebiete in Natur- und Landschaftsschutz (wie z. B. Naturschutzgebiete, Landschaftsschutzgebiete, Nationalparks etc.) in der französischen Überseeregion Guadeloupe auf (Stand 11. November 2014). Die Aufstellung folgt der Common Database on Designated Areas der Europäischen Umweltagentur (EEA).
| Schlüssel- nummer | Gebietstyp           | Gebietsname                            | CDDA- Sitecode | IUCN- Kategorie | Fläche in ha | Koordinate                       | Jahr der Ausweisung | Bild |
| ----------------- | -------------------- | -------------------------------------- | -------------- | --------------- | ------------ | -------------------------------- | ------------------- | ---- |
| FR3300007         | Nationalpark         | Guadeloupe                             | 147297         | II              | 22061,7695   | 16° 3′ 1,8″ N, 61° 41′ 24,5″ W   | 1989                |      |
| FR3600142         | Naturschutzgebiet    | Îles de la Petite Terre                | 193402         | IV              | 990          | 16° 10′ 29,4″ N, 61° 6′ 52,3″ W  | 1998                |      |
| FR3600173         | Naturschutzgebiet    | La Désirade                            | 555547162      | IV              | 62           | 16° 20′ 13,1″ N, 61° 0′ 13,1″ W  | 2011                |      |
| FR3800548         | Naturschutzgebiet    | Plage de Grande Anse                   | 345927         | IV              | 4,9159       | 15° 57′ 47,8″ N, 61° 40′ 0,2″ W  | 1997                |      |
| FR3800435         | Naturschutzgebiet    | Îlets de Petite Terre                  | 147310         | IV              | 69           | 16° 10′ 22,4″ N, 61° 6′ 54,1″ W  | 1994                |      |
| FR3800436         | Naturschutzgebiet    | Biotopes abritant des Chiroptères      | 147311         | IV              | 10,4342      | 15° 56′ 59″ N, 61° 14′ 37,8″ W   | 1994                |      |
| FR3800549         | Naturschutzgebiet    | Marais et Bois de Folle Anse           | 345926         | IV              | 413,4567     | 15° 55′ 45,4″ N, 61° 19′ 15,8″ W | 1998                |      |
| FR3800432         | Naturschutzgebiet    | Terre-de-Haut                          | 147307         | IV              | 351,4286     | 15° 51′ 35,6″ N, 61° 35′ 28,1″ W | 1991                |      |
| FR1100803         | Naturschutzgebiet    | Pointe de la Perle - Anse Tillet       | 392079         | IV              | 6,5933       | 16° 21′ 3,6″ N, 61° 46′ 6,1″ W   | 2003                |      |
| FR1100804         | Naturschutzgebiet    | Rivages de Vieux Habitants             | 392080         | IV              | 18,1704      | 16° 4′ 6,5″ N, 61° 46′ 6,3″ W    | 2003                |      |
| FR1100805         | Naturschutzgebiet    | Les Basses                             | 392081         | IV              | 5,1175       | 15° 52′ 1,2″ N, 61° 16′ 46,2″ W  | 2003                |      |
| FR1100806         | Naturschutzgebiet    | Marais de la Riviere du Vieux Fort     | 392082         | IV              | 7,9545       | 15° 58′ 35,6″ N, 61° 18′ 46,1″ W | 2003                |      |
| FR1100807         | Naturschutzgebiet    | Le Pain de Sucre                       | 392083         | IV              | 3,7262       | 15° 51′ 42,9″ N, 61° 35′ 55,7″ W | 2003                |      |
| FR1100808         | Naturschutzgebiet    | Le Fer á Cheval                        | 392084         | IV              | 10,7123      | 15° 51′ 16,3″ N, 61° 36′ 54,5″ W | 2003                |      |
| FR1100378         | Naturschutzgebiet    | Monts Caraibes                         | 83172          | IV              | 3            | 15° 59′ 21″ N, 61° 41′ 50,6″ W   | 1987                |      |
| FR1100622         | Naturschutzgebiet    | Marais de Port Louis                   | 330601         | IV              | 166,3487     | 16° 26′ 32,9″ N, 61° 31′ 33″ W   | 1999                |      |
| FR1100621         | Naturschutzgebiet    | Le Chameau                             | 330602         | IV              | 62,3867      | 15° 51′ 24,7″ N, 61° 35′ 37,5″ W | 2000                |      |
| FR1100620         | Naturschutzgebiet    | Îlet Kahouanne                         | 330603         | IV              | 19,1878      | 16° 22′ 1,8″ N, 61° 46′ 47,5″ W  | 2000                |      |
| FR1100835         | Naturschutzgebiet    | Pointe de l’Anse Bertrand              | 392111         | IV              | 14,5487      | 16° 27′ 58,6″ N, 61° 31′ 16,8″ W | 2003                |      |
| FR1100836         | Naturschutzgebiet    | Pointe de la Petite Vigie              | 392112         | IV              | 6,6494       | 16° 28′ 58,5″ N, 61° 30′ 13,9″ W | 2003                |      |
| FR1100837         | Naturschutzgebiet    | Baie du Moule                          | 392113         | IV              | 1,5818       | 16° 20′ 17,2″ N, 61° 22′ 6,5″ W  | 2003                |      |
| FR1100838         | Naturschutzgebiet    | Couronne Conchou - Anse Salmon         | 392114         | IV              | 21,8278      | 16° 19′ 33,9″ N, 61° 18′ 23,5″ W | 2003                |      |
| FR1100829         | Naturschutzgebiet    | Bebel - Viard                          | 392105         | IV              | 83,8893      | 16° 19′ 27″ N, 61° 40′ 48,6″ W   | 2003                |      |
| FR1100830         | Naturschutzgebiet    | Baie du Lamentin                       | 392106         | IV              | 496,7827     | 16° 17′ 23,1″ N, 61° 37′ 42,3″ W | 2003                |      |
| FR1100831         | Naturschutzgebiet    | Pointe Pasquerau - Pointe Saint Vaast  | 392107         | IV              | 162,8573     | 16° 15′ 39,2″ N, 61° 36′ 1,1″ W  | 2003                |      |
| FR1100832         | Naturschutzgebiet    | Pointe Madelaine - Baie a Chats        | 392108         | IV              | 236,7234     | 16° 16′ 41,5″ N, 61° 33′ 37,7″ W | 2010                |      |
| FR1100833         | Naturschutzgebiet    | Mangrove de Vieux Bourg a Petit Canal  | 392109         | IV              | 1279,2047    | 16° 22′ 6,2″ N, 61° 29′ 31,7″ W  | 2003                |      |
| FR1100381         | Naturschutzgebiet    | Pointe des Chateaux                    | 147324         | IV              | 10           | 16° 15′ 11,3″ N, 61° 11′ 19,3″ W | 1987                |      |
| FR1100391         | Naturschutzgebiet    | Falaises de Marie Galante              | 147334         | IV              | 5            | 15° 58′ 4,1″ N, 61° 13′ 43,1″ W  | 1995                |      |
| FR1100809         | Naturschutzgebiet    | Rivage de Pointe Noire                 | 392085         | IV              | 10,8754      | 16° 13′ 0,3″ N, 61° 47′ 0,7″ W   | 2003                |      |
| FR1100810         | Naturschutzgebiet    | Rivages de Capesterre de Marie Galante | 392086         | IV              | 25,9537      | 15° 52′ 36,4″ N, 61° 14′ 22,3″ W | 2003                |      |
| FR1100811         | Naturschutzgebiet    | Jarry - Houelbourg                     | 392087         | IV              | 144,6267     | 16° 14′ 46,6″ N, 61° 33′ 52,1″ W | 2003                |      |
| FR1100812         | Naturschutzgebiet    | Anse á l’Eau - Baie Olive              | 392088         | IV              | 42,5615      | 16° 17′ 38,4″ N, 61° 15′ 21,5″ W | 2003                |      |
| FR1100813         | Naturschutzgebiet    | Morne Morel                            | 392089         | IV              | 41,3273      | 15° 52′ 39,5″ N, 61° 34′ 20,9″ W | 2003                |      |
| FR1100814         | Naturschutzgebiet    | Bois Jolan - Pointe du Vent            | 392090         | IV              | 88,5916      | 16° 14′ 29,3″ N, 61° 18′ 56,1″ W | 2003                |      |
| FR1100815         | Naturschutzgebiet    | Pointe de la Saline                    | 392091         | IV              | 48,8156      | 16° 12′ 17,3″ N, 61° 26′ 52,2″ W | 2003                |      |
| FR1100816         | Naturschutzgebiet    | Pointe Menard                          | 392092         | IV              | 7,8173       | 15° 59′ 56,6″ N, 61° 17′ 39,7″ W | 2003                |      |
| FR1100817         | Naturschutzgebiet    | Pointe á l’Eau                         | 392093         | IV              | 12,2973      | 15° 52′ 40,5″ N, 61° 34′ 53,9″ W | 2003                |      |
| FR1100818         | Naturschutzgebiet    | La Batterie                            | 392094         | IV              | 0,7607       | 15° 51′ 53,5″ N, 61° 35′ 23″ W   | 2003                |      |
| FR1100819         | Naturschutzgebiet    | Bois Joli                              | 392095         | IV              | 7,5152       | 15° 51′ 26,2″ N, 61° 36′ 19,8″ W | 2003                |      |
| FR1100820         | Naturschutzgebiet    | Figuier                                | 392096         | IV              | 9,896        | 15° 51′ 28,2″ N, 61° 35′ 2″ W    | 2003                |      |
| FR1100821         | Naturschutzgebiet    | Rodrigues                              | 392097         | IV              | 9,3591       | 15° 51′ 33,5″ N, 61° 34′ 44,2″ W | 2003                |      |
| FR1100822         | Naturschutzgebiet    | Grosse Pointe - Grande Anse            | 392098         | IV              | 23,6528      | 15° 52′ 5,4″ N, 61° 34′ 23,1″ W  | 2003                |      |
| FR1100823         | Naturschutzgebiet    | Pointe de Miquelon Gros Cap            | 392099         | IV              | 10,3066      | 15° 51′ 6,3″ N, 61° 38′ 53,2″ W  | 2003                |      |
| FR1100824         | Naturschutzgebiet    | Morne Paquette - Pointe Sud            | 392100         | IV              | 16,3491      | 15° 50′ 36″ N, 61° 37′ 56,2″ W   | 2003                |      |
| FR1100825         | Naturschutzgebiet    | Anse Morne Rouge                       | 392101         | IV              | 3,3861       | 15° 58′ 7,8″ N, 61° 39′ 2,6″ W   | 2003                |      |
| FR1100826         | Naturschutzgebiet    | Beausejour Blondeau                    | 392102         | IV              | 14,87        | 15° 57′ 19,1″ N, 61° 40′ 27,6″ W | 2003                |      |
| FR1100827         | Naturschutzgebiet    | Morne Mabouya - Anse á Colas           | 392103         | IV              | 4,8071       | 16° 1′ 27,8″ N, 61° 44′ 51,8″ W  | 2003                |      |
| FR1100828         | Naturschutzgebiet    | La Ramee                               | 392104         | IV              | 8,0303       | 16° 20′ 5,2″ N, 61° 42′ 9,4″ W   | 2003                |      |
| FR1100798         | Naturschutzgebiet    | Pointe de la Rose                      | 392074         | IV              | 49,2075      | 16° 9′ 3,7″ N, 61° 34′ 42,1″ W   | 2003                |      |
| FR1100799         | Naturschutzgebiet    | Pointe de la Riviere á Goyave          | 392075         | IV              | 32,9072      | 16° 7′ 51,1″ N, 61° 33′ 39,2″ W  | 2008                |      |
| FR1100800         | Naturschutzgebiet    | Pointe Allegre                         | 392076         | IV              | 27,0083      | 16° 21′ 8,1″ N, 61° 45′ 21″ W    | 2003                |      |
| FR1100801         | Naturschutzgebiet    | Welch - Bois Ferme                     | 392077         | IV              | 384,3487     | 16° 18′ 10,4″ N, 61° 37′ 44,3″ W | 2003                |      |
| FR1100802         | Naturschutzgebiet    | Folle Anse                             | 392078         | IV              | 55,8145      | 15° 54′ 39,1″ N, 61° 19′ 50,4″ W | 2003                |      |
| FR1100834         | Naturschutzgebiet    | Mangrove de Petit Canal á Port Louis   | 392110         | IV              | 437,758      | 16° 23′ 39,4″ N, 61° 30′ 40,9″ W | 2003                |      |
| FR1100927         | Naturschutzgebiet    | Rivages de Bouillante                  | 555546427      | IV              | 1,3778       | 16° 6′ 18,1″ N, 61° 46′ 24,5″ W  | 2008                |      |
| FR1100903         | Naturschutzgebiet    | Pointe du Trou á Meynal                | 555546405      | IV              | 2,1667       | 16° 20′ 35,3″ N, 61° 43′ 4,8″ W  | 2003                |      |
| FR1100926         | Naturschutzgebiet    | Les Trois Pointes                      | 555546426      | IV              | 2,8949       | 15° 57′ 14,8″ N, 61° 42′ 31,2″ W | 2008                |      |
| FR1100929         | Naturschutzgebiet    | Pointe de Vieux Fort                   | 555546429      | IV              | 3,6637       | 15° 56′ 57,2″ N, 61° 42′ 16,3″ W | 2009                |      |
| FR1100906         | Naturschutzgebiet    | Îlet Fajou                             | 555546408      | IV              | 7,2764       | 16° 20′ 58,1″ N, 61° 31′ 34″ W   | 2010                |      |
| FR1100928         | Naturschutzgebiet    | Grande Baie                            | 555546428      | IV              | 5,5595       | 16° 12′ 43,9″ N, 61° 30′ 26,3″ W | 2010                |      |
| FR1100902         | Naturschutzgebiet    | Anse á Saints                          | 555546404      | IV              | 44,0549      | 16° 12′ 46,3″ N, 61° 24′ 55,4″ W | 2003                |      |
| FR1100672         | Naturschutzgebiet    | La Grande Vigie - Barre de Cadoue      | 330604         | IV              | 74,4854      | 16° 28′ 31,3″ N, 61° 26′ 44,1″ W | 2002                |      |
| FR1100794         | Naturschutzgebiet    | Pointe Canot                           | 392070         | IV              | 22,4505      | 16° 12′ 0,4″ N, 61° 27′ 43,6″ W  | 2003                |      |
| FR1100795         | Naturschutzgebiet    | Pointe Roujol                          | 392071         | IV              | 44,9307      | 16° 10′ 37″ N, 61° 34′ 55,5″ W   | 2010                |      |
| FR1100758         | Naturschutzgebiet    | Îlet á Cabrits                         | 392035         | IV              | 37,8891      | 15° 52′ 32,3″ N, 61° 35′ 43,5″ W | 2007                |      |
| FR1100759         | Naturschutzgebiet    | Marie Therese                          | 392036         | IV              | 231,6058     | 16° 18′ 55,4″ N, 61° 39′ 49,1″ W | 2003                |      |
| FR1100760         | Naturschutzgebiet    | Riviere Salee - Golconde               | 392037         | IV              | 1003,9944    | 16° 17′ 28,9″ N, 61° 32′ 6,1″ W  | 1999                |      |
| FR1100761         | Naturschutzgebiet    | Perrin - Gressier - Babin              | 392038         | IV              | 521,7575     | 16° 19′ 32,1″ N, 61° 31′ 32″ W   | 2003                |      |
| FR1100796         | Naturschutzgebiet    | Anse à la Barque                       | 392072         | IV              | 13,9288      | 16° 5′ 29,6″ N, 61° 46′ 20,2″ W  | 2003                |      |
| FR1100797         | Naturschutzgebiet    | Gros Morne - Grande Anse               | 392073         | IV              | 12,4791      | 16° 19′ 43,4″ N, 61° 47′ 12,3″ W | 2003                |      |
| FR1100387         | Naturschutzgebiet    | Îlet des Saintes                       | 147330         | IV              | 45           | 15° 50′ 13,8″ N, 61° 35′ 24,8″ W | 1994                |      |
| FR1100385         | Naturschutzgebiet    | Îles de la Petite Terre                | 147328         | IV              | 80           | 16° 10′ 17,3″ N, 61° 7′ 3,8″ W   | 1991                |      |
| FR1100388         | Naturschutzgebiet    | Pointe á Bacchus                       | 147331         | IV              | 41           | 16° 12′ 34,8″ N, 61° 35′ 31,8″ W | 1995                |      |
| FR3400007         | Regionaler Naturpark | Guadeloupe                             | 147298         | V               | 224357,4062  | 16° 1′ 9,2″ N, 61° 42′ 37,7″ W   | 1989                |      |